# Deboli (herb szlachecki)
Deboli (de Beaulieu, Dwa Lwy) – polski herb szlachecki z indygenatu

## Opis herbu
W polu błękitnym dwa lwy wspięte zwrócone ku sobie trzymające lichtarz kościelny. W klejnocie nad hełmem w koronie trzy pióra strusie

## Historia herbu
W 1662 otrzymał ten herb indygenatem Henryk de Beaulieu. Z czasem jego potomkowie spolszczą nazwisko na Deboli i tak też będzie się nazywał herb.